# Fuis-moi, je te suis
Série
Suis-moi, je te fuis
(2020)
Pour plus de détails, voir Fiche technique et Distribution.
Fuis-moi, je te suis (本気のしるし 劇場版, Honki no shirushi: Gekijō ban) est un drame romantique japonais réalisé par Kōji Fukada et sorti en 2020.
C'est une version cinéma de la série de dix épisodes The Real Thing sortie au Japon en 2019. La sortie cinéma en France se fait en deux parties titrées Suis-moi, je te fuis (109 minutes) et Fuis-moi, je te suis (124 minutes),.

## Synopsis
Tsuji oublie Ukiyo et de joindre sa camarade de son bureau.

## Fiche technique
Sauf indication contraire, les informations mentionnées dans cette section peuvent être confirmées par la base de données cinématographiques IMDb,  présente dans la section « Liens externes ».
- Titre : Fuis-moi, je te suis[3]
- Titre alternatif : The Real Thing (version complète réunissant les deux parties)[4]
- Titre original : 本気のしるし 劇場版 (Honki no shirushi: Gekijō ban?)
- Réalisation : Kōji Fukada
- Scénario : Shintarō Mitani et Kōji Fukada, d'après l'œuvre de Mochiru Hoshisato
- Photographie : Kosuke Haruki
- Montage : Zensuke Hori
- Musique : Yuki Hara
- Production : Yōko Abe, Yu Kato, Tatsuya Matsuoka et Kota Takahashi
- Société de production : Nagoya Broadcasting Network
- Société de distribution : Nagoya Broadcasting Network et Art House Films
- Pays de production :  Japon
- Langue originale : japonais
- Format : couleur — 2,35:1
- Genre : drame romantique
- Durée : 124 minutes[3]
- Dates de sortie :
  - Japon : 9 octobre 2020[5] (version complète de 232 minutes du film)
  - France : 18 mai 2022

## Distribution
- Win Morisaki : Tsuji Kazumichi
- Kaho Tsuchimura : Hayama Ukiyo
- Shōhei Uno : Hayama Tadashi
- Kei Ishibashi : Hosokawa Naoko
- Akari Fukunaga : Fujitani Minako
- Shugo Oshinari : Mineuchi Daisuke
- Yukiya Kitamura : Wakita Shin'ichi
- Kentez Asaka

## Accueil

### Critique
En France, le site Allociné recense une moyenne des critiques presse de 3,8/5.

## Distinction
La version complète du film, The Real Thing, est sélectionnée en compétition lors du festival de Cannes 2020, en raison de l'annulation du festival pour cause de pandémie de Covid-19, elle reçoit le label Cannes 2020.